# Oligota transversalis
Oligota transversalis – gatunek chrząszczy z rodziny kusakowatych i podrodziny Aleocharinae.
Gatunek ten opisany został w 1976 roku przez S.A. Williamsa.
Chrząszcz o ciele długości 1,4 mm i szerokości 0,6 mm, ubarwionym rudobrązowo z przyciemnionymi tergitami od czwartego do szóstego, jaśniej niż u O. masculina. Głaszczki szczękowe są dwubarwne: przedostatni człon jest ciemniejszy, a pozostałe rudobrązowe. Na głowie widnieje płytki, poprzeczny wcisk. Punktowanie przedplecza i głowy prawie nie występuje, zaś na pokrywach jest delikatne. Tylne skrzydła po rozłożeniu sięgają szczytu odwłoka. Odwłok ma na całej długości zaokrąglone boki. Powierzchnię tergitów zdobią drobne guzki, a tych od czwartego do szóstego także krótkie żeberka. Piąty tergit jest mniej więcej tak długi jak szósty. U samca środkowy płat edeagusa jest krótki i ku wierzchołkowi zwężony.
Owad endemiczny dla Nowej Zelandii.